# Championnat d'Algérie de football de deuxième division 1982-1983
Navigation
Division 2
1981-1982 Division 2
1983-1984
La saison 1982-1983 de Division 2 est la 20e du championnat d'Algérie de seconde division. Deux groupes régionaux de 12 clubs chacun composent le championnat. Au terme de la saison, les promus en Division 1 sont le ASO Chlef et l'JS Bordj Menaïl, vainqueurs respectifs des groupes Centre Ouest, et Centre Est.

## Classement final
Le classement est établi sur le barème de points suivant : une victoire vaut 3 points, un match nul 2 point et une défaite 1 point.

### Groupe Centre Ouest
| Rang | Équipe                 | Pts | J  | G  | N  | P  | Bp | Bc | Diff |
| ---- | ---------------------- | --- | -- | -- | -- | -- | -- | -- | ---- |
| 1    | ASO Chlef R            | 62  | 25 | 14 | 9  | 2  | 29 | 9  | +20  |
| 2    | O Médéa                | 62  | 25 | 14 | 9  | 2  | 32 | 14 | +18  |
| 3    | WM Tlemcen             | 52  | 25 | 10 | 7  | 8  | 31 | 27 | +4   |
| 4    | JCM Tiaret             | 51  | 25 | 12 | 2  | 11 | 33 | 25 | +8   |
| 5    | CRB Mecheria P         | 51  | 25 | 9  | 8  | 8  | 17 | 27 | -10  |
| 6    | ESM Koléa              | 49  | 25 | 8  | 8  | 9  | 18 | 20 | -2   |
| 7    | Nadi Alger (Casoral) P | 49  | 25 | 9  | 6  | 10 | 21 | 25 | -4   |
| 8    | ES Tiaret              | 48  | 25 | 7  | 9  | 9  | 22 | 24 | -2   |
| 9    | MC Saïda               | 48  | 25 | 8  | 7  | 10 | 18 | 22 | -4   |
| 10   | WAF Mostaganem P       | 47  | 25 | 7  | 8  | 10 | 20 | 29 | -9   |
| 11   | RC Relizane            | 46  | 25 | 7  | 7  | 11 | 19 | 25 | -6   |
| 12   | CC Sig                 | 46  | 25 | 8  | 5  | 12 | 23 | 33 | -10  |
| 13   | ARB Arbaa              | 45  | 25 | 5  | 10 | 10 | 17 | 20 | -3   |
| 14   | IR Saha d'Alger        | 43  | 25 | 6  | 6  | 13 | 22 | 28 | -6   |

Promotions et relégations
- Montée en Division 1 1983-1984
- Maintenue en Division 2 1983-1984
- Relégation en Inter-Wilayas D3 1983-1984

Abréviations
R : Relégué de Division 1 1981-1982

P : Promus de Inter-Wilayas D3 1981-1982
N.B: Olympic Sempac Tiaret (OST) change le nom a Erriyad Sari Tiaret (EST) (En 1982, la SN SEMPAC est démantelée pour la création de 5 entreprises régionales dénommées ERIAD)
Calendrier

Centre-Ouest

CCB Sig - OM Médéa

IRB Relizane- SO Chlef 

OS Tiaret - CRB Mécheria

ESOM Mostaganem - WAF Mostaganem

MB Saida - NADI Alger

ARB Arbaa - JCM Tiaret

### Groupe Centre Est
| Rang | Équipe                | Pts | J  | G  | N  | P  | Bp | Bc | Diff |
| ---- | --------------------- | --- | -- | -- | -- | -- | -- | -- | ---- |
| 1    | JS Bordj Menaïl       | 60  | 25 | 13 | 9  | 3  | 31 | 18 | +13  |
| 2    | CM Constantine        | 55  | 24 | 12 | 7  | 5  | 33 | 20 | +13  |
| 3    | HB Chelghoum Laid P   | 51  | 25 | 9  | 8  | 8  | 30 | 35 | -5   |
| 4    | JS Djijel             | 50  | 25 | 8  | 9  | 8  | 28 | 19 | +9   |
| 5    | CA Bordj Bou Arreridj | 50  | 25 | 9  | 7  | 9  | 25 | 21 | +4   |
| 6    | JH Djazaïr R          | 50  | 24 | 8  | 10 | 6  | 22 | 20 | +2   |
| 7    | USM Khenchela         | 50  | 24 | 9  | 8  | 7  | 20 | 19 | +1   |
| 8    | IR Tidjara            | 49  | 25 | 10 | 4  | 11 | 25 | 25 | 0    |
| 9    | AM Aïn M'lila         | 49  | 25 | 7  | 10 | 8  | 23 | 28 | -5   |
| 10   | MSP Batna P           | 47  | 25 | 6  | 10 | 9  | 19 | 24 | -5   |
| 11   | US Tébessa            | 46  | 25 | 8  | 5  | 12 | 36 | 35 | +1   |
| 12   | MB Skikda             | 46  | 25 | 5  | 11 | 9  | 22 | 21 | +1   |
| 13   | JS El Biar P          | 45  | 25 | 5  | 10 | 10 | 17 | 30 | -13  |
| 14   | AS Khroub             | 43  | 24 | 6  | 7  | 11 | 22 | 33 | -11  |

Promotions et relégations
- Montée en Division 1 1983-1984
- Maintenue en Division 2 1983-1984
- Relégation en Inter-Wilayas D3 1983-1984

Abréviations
R : Relégué de Division 1 1981-1982

P : Promus de Inter-Wilayas D3 1981-1982
Calendrier

Centre-Est

JSM Tébassa- IR Tidjara 

JS Jijel- MB Skikda

AM Ain-M'lila - IRB El-Biar 

ASC Bordj Bou Ar. - HB chelgoum-Laid

## Classement des buteurs
| Rang | Joueur           | Club      | Buts    |
| ---- | ---------------- | --------- | ------- |
| 1    | M'hamed Bouhella | ASO Chlef | 14 buts |
| 2    |                  |           | ??      |
| 3    |                  |           | ??      |